# Walenty
Walenty, Walentyn – imię męskie pochodzenia łacińskiego, które wywodzi się od przydomka Valentinus, utworzonego od łac. valens – „mocny, silny, zdrowy”. Imię to było notowane w Polsce od XIII w. w formie Valentinus, natomiast w formie Walenty i Walentyn – od XV w. (zapis formy Walentyn jest o niemal 30 lat późniejszy niż formy Walenty).
Imię to było popularne zwłaszcza w XVI w. W wieku XIX uważane było za typowe dla chłopów. W XXI wieku imię Walenty jest mało popularne. W styczniu 2025 r. w rejestrze PESEL wykazano 3106 mężczyzn o imieniu Walenty nadanym jako imię pierwsze, forma Walentyn została wykazana 85 razy.
Święty Walenty jest patronem Limanowej. Uważany jest za patrona chorych na padaczkę. W Niemczech dzień św. Walentego uchodził za dzień feralny. Według tradycji angielskiej młodzi ludzie wybierają sobie w tym dniu, na cały rok, przyjaciela. Obyczaj znany tam od XIV wieku.
Zdrobnienia: Walek, Waluś.
Zdrobnienia staropolskie: Wal, Walak, Walczek, Walesz, Walisz, Walko, Walkosz.
Walenty i Walentyn imieniny obchodzą:
- 1 stycznia (na pamiątkę bł. Walentego Paquay 1828-1905)
- 7 stycznia[6] (na pamiątkę św. Walentego z Recji, patrona epileptyków, biskupa +470 lub 475)[2]
- 14 lutego[6] (na pamiątkę św. Walentego z Rzymu +269)[2]
- 16 marca (na pamiątkę św. Walentego, biskupa Terraciny)
- 2 maja[6] (na pamiątkę św. Walentego, biskupa Genui)[2]
- 21 maja[6]
- 4 lipca[2]
- 16 lipca (na pamiątkę św. Walentego, biskupa Trewiru)
- 26 lipca (na pamiątkę św. Walentego, biskupa Werony)
- 16 października (na pamiątkę św. Walentego, papieża +827)
- 29 października (na pamiątkę św. Walentego, biskupa z V w.)
- 3 listopada (na pamiątkę św. Walentego z Viterbo)
- 6 listopada (na pamiątkę św. Walentego, pierwszego biskupa Genui)
- 13 listopada[6] (na pamiątkę św. Walentego, wspominanego razem ze śwśw. Solutorem i Wiktorem)
- 24 listopada (na pamiątkę św. Walentego de Berrio Ochoa 1827-1861),
- 2 grudnia (na pamiątkę św. Walentego, biskupa Strasburga)[2]
- 11 grudnia (na pamiątkę św. Walentego, męczennika)
- 13 grudnia (na pamiątkę św. Walentego, męczennika)
- 16 grudnia (na pamiątkę św. Walentego z Rawenny, ojca św. Konkordiusza).

Żeński odpowiednik: Walentyna.

## Mężczyźni o imieniu Walenty/Walentyn
- Walentyn raciborski
- Walentyn Egipcjanin
- Walenty Andrychiewicz
- Walenty Badylak
- Valentin Bakfark
- Valentine Ball (1843–1894) – irlandzki geolog
- Walentin Bondarienko
- Walenty Aleksander Czapski
- Walenty Dembiński
- Walenty Dymek
- Walenty Fojkis
- Walenty Gadowski
- Walenty Herburt
- Walenty Kalinowski — generalny starosta podolski
- Walenty Kamocki — polski lekarz, okulista
- Walenty Kubica
- Walenty Kwaśniewski
- Wałentyn Mankin
- Walentin Pawłow
- Valentino Rossi
- Walenty Roździeński
- Walenty Stefański
- Walenty Śmigielski
- Valentin Trozendorf
- Walenty Franciszek Wężyk
- Walenty Winkler
- Walenty Wojciech
- Walenty Zwierkowski
- Johann Valentin Andreae
- Franciszek Valentin d’Hauterive
- Albin Walenty Rak.